# Локомотив (Запоріжжя)
«Локомотив» (Запоріжжя) — УРСР, СРСР радянський і  український футбольний клуб із Запоріжжя. Заснований у  1923 році. Востаннє згадується в 1952 році.

## Найменування
- 1923—1934 — Команда ім. Дробязко;
- з 1935 — «Локомотив».

## Досягнення
- Чемпіон УРСР - 1939,1940
- У першій лізі — 5 місце (в зональному турнірі другої групи 1948 року).
- У кубку СРСР — поразка у 1/16 фіналу (1949 року).

Команда брала участь в першому матчі відкритого 1938 року стадіону «Сталь» ім. Антипова заводу «Запоріжсталь» проти команди «Сталінець» (Москва). Товариський матч закінчився перемогою гостей з рахунком 4:5.

## Відомі гравці
- Тищенко Петро Григорович — заслужений тренер УРСР.